# Sąjūdis
Sąjūdis o Lietuvos Persitvarkymo Sąjūdis (Movimiento Reformista Lituano) fue un movimiento político, posteriormente convertido en partido político de Lituania, que lideró la lucha por la independencia lituana tras la etapa soviética, a finales de los años 80 y principios de los 90 del siglo XX. Se establece el 3 de junio de 1988, con el liderazgo de Vytautas Landsbergis, que se convertiría asimismo en el primer presidente de la nueva república lituana.
Aunque tuvo una preponderancia muy importante desde su fundación y triunfó, ya constituido como partido político, en las elecciones legislativas de la Unión Soviética de 1989 y en las elecciones al Soviet Supremo de la RSS de Lituania de febrero y marzo de 1990, su heterogeneidad (que incluía desde comunistas reformistas hasta nacionalistas conservadores) acabó pasándole factura una vez conseguido su principal objetivo, la independencia lituana. Pasó a la oposición en 1992 y en 1993 acabó disolviéndose para ser el germen de otros partidos políticos, como  la Unión de la Patria-Conservadores Lituanos (Tevynes Sajunga).

## Contexto histórico
A mediados de los años 80, los líderes del Partido Comunista de la RSS de Lituania dudan si abrazar las políticas de perestroika y glásnost lanzadas por Mijaíl Gorbachov para la URSS. La muerte en 1987 de Petras Griškevičius, primer secretario del PC lituano, lleva al secretariado a otro comunista de la línea dura, Ringaudas Songaila. En cualquier caso, animados por la retórica de Gorbachov, la fuerza cada vez mayor de Solidaridad en Polonia, y el apoyo del Papa Juan Pablo II y el gobierno estadounidense, los activistas por la independencia de los Países Bálticos iniciaron la convocatoria de manifestaciones públicas en Riga, Tallin y Vilna.

## Fundación

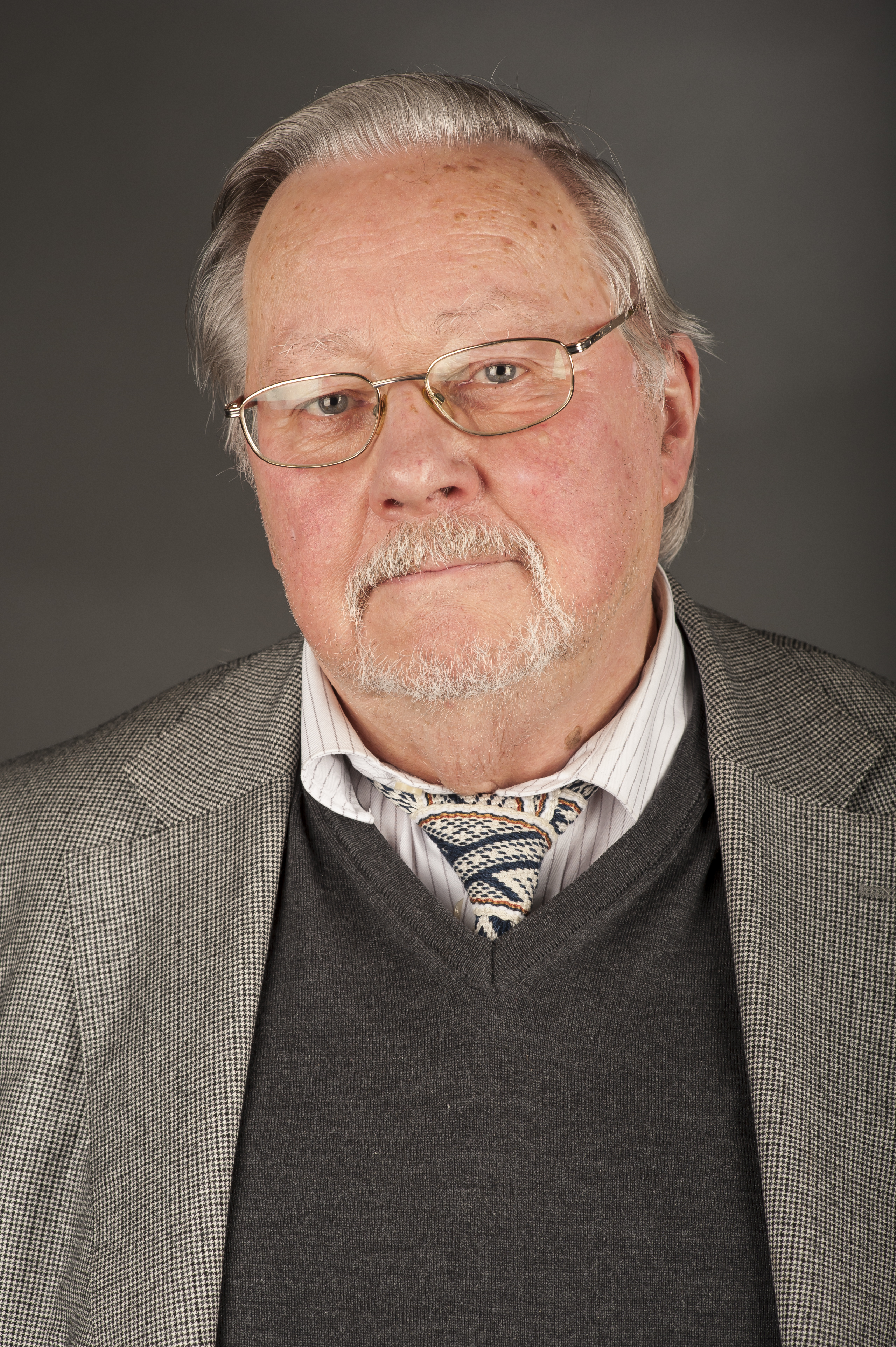
Vytautas Landsbergis, primer líder y presidente del Consejo de Sąjūdis (1988-1990).

En un encuentro en la Academia de Ciencias Lituana el 3 de junio de 1988, intelectuales comunistas y no comunistas forman el Grupo Iniciativa Sąjūdis, (en lituano, Sąjūdžio iniciatyvinė grupė), para organizar un movimiento que apoye las políticas democratizadoras de Gorbachov. El grupo se componía de treinta y cinco miembros, la mayoría artistas. De entre ellos diecisiete eran miembros también del partido comunista. Su meta era organizar el Movimiento Reformista Sąjūdis, finalmente conocido únicamente como Sąjūdis.
Entre los fundadores se encuentran el musicólogo Vytautas Landsbergis; el científico Vaidotas Antanaitis, el ingeniero Kazimieras Antanavičius, los físicos Aleksandras Abishala y Zigmas Vaišvila, los abogados Egidijus Bičkauskas y Kazimieras Notieka, los filósofos Bronislovas Genzelis y Romualdas Ozolas, el poeta y traductor Sigitas Geda, los profesores Romas Gudaitis y Algirdas Sakalas, los médicos Valdemaras Katkus, Algirdas Saudargas, Juozas Olekas y Egidijus Klumbys, los agrónomos Vytautas Knašys y Virmantas Velikonis, el historiador y filólogo Bronislovas Kuzmickas, el psicólogo Mečys Laurinkis, el arquitecto Algimantas Nasvytis, el periodista Algimantas Cekudis, los economistas Kazimiera Prunskiene y Eduardas Vilkas, el librero Juozas Tumelis, el nacionalista Virgilijus Cepaitis y el historiador Kazimieras Uoka.
Inicialmente el movimiento no pretendía convertirse en un partido político, sino en una corriente de opinión dentro del propio Partido Comunista de Lituania, de manera similar al Rahvarinne estonio y al Frente Popular de Letonia.
Sus demandas eran variadas, e iban desde el apoyo a Gorbachov hasta la promoción de cuestiones estrictamente lituanas (como la oficialidad de su idioma), pasando por el ecologismo. Entre otras reclamaciones, piden que no se construyan las centrales químicas de Janov, Kedainiai y Mazeikiai, así como el cierre de la central nuclear de Ignalina. 
En una de sus primeras convocatorias, el 24 de junio, informan a los delegados lituanos que iban a acudir al 19.º Congreso del PCUS sobre las metas del movimiento. En julio, unas cien mil personas recibirán de vuelta a los delegados en el parque Vingis de Vilna. El 9 de julio se convoca una manifestación en apoyo de la lucha de Armenia por el Alto Karabaj que también cuenta con cien mil participantes. 
El 23 de agosto, el movimiento condena el Pacto Ribbentrop-Mólotov y exige a Moscú que lo haga público, en el que será una de las demandas sostenidas continuadamente por el movimiento. En esta ocasión se reúne aproximadamente un cuarto de millón de personas.
El 19 de junio se publica el primer número de Sąjūdžio žinios, un periódico distribuido a través de samizdat. En septiembre publican, ya de modo legal el diario Atgimimas (Renacimiento). Más de ciento cincuenta periódicos fueron impresos contando con el apoyo de Sąjūdis.

## La colaboración con los comunistas

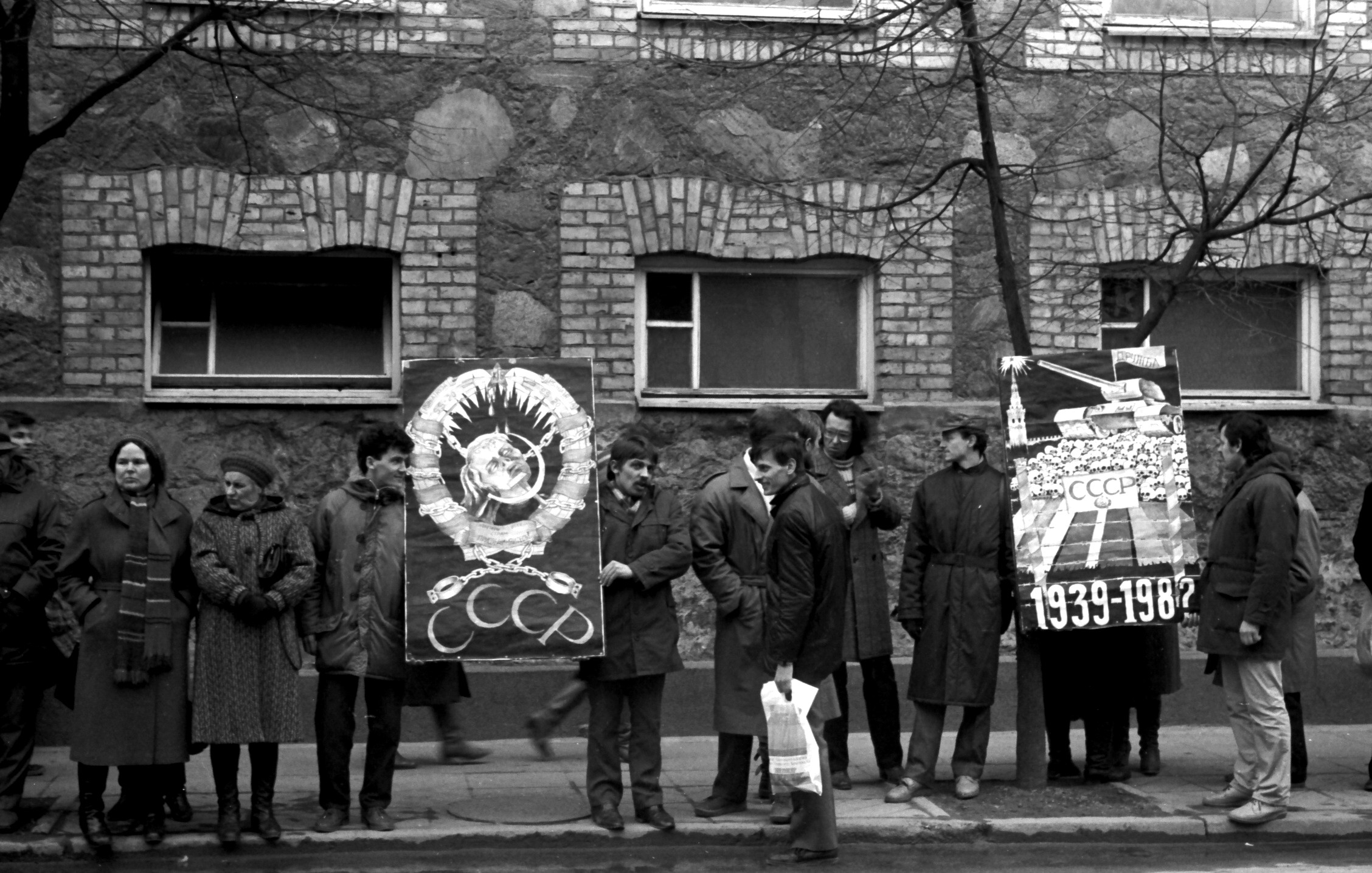
Manifestación contra la presencia de las tropas soviéticas en Lituania en Šiauliai, 23 de febrero de 1989.

En octubre de 1988, Sajūdis celebra su Primer Congreso con 1.121 delegados que se constituyen en Seimas (Dieta) y nombran una Mesa de doscientos veinte miembros y una dirección colegiada de treinta y cinco, que nombrará a su vez presidente a Vytautas Landsbergis. Centrarán su programa en los derechos civiles, la paz, la desnuclearización y la retirada de las tropas soviéticas del país, así como en el control de los recursos propios, la propiedad privada y la libertad de empresa.
Aunque al principio los líderes comunistas habían rechazado unirse a los objetivos del movimiento, pronto se convirtió en una necesidad política. Algirdas Brazauskas, entonces secretario de industria del PC Lituano, asistió a una manifestación de Sąjūdis en junio del 1988. En octubre se convertiría en secretario general reemplazando a Songaila. Los líderes comunistas llegaron a amenazar con tomar medidas enérgicas contra el movimiento, pero las protestas tenían un respaldo popular que lo evitó. 
Hacia enero de 1989 se produce una estrecha colaboración con el Partido Comunista de Lituania. Piden un desarrollo efectivo del artículo 72 de la Constitución Soviética, que permitiría la secesión. Entre los éxitos de los nacionalistas lituanos cabe destacar:
- La enseñanza separada de la geografía e historia lituanas en las escuelas.
- La enseñanza del ruso se retrasa al tercer grado de estudios primarios.
- Negativa de apoyo financiero al tercer reactor nuclear de Ignalina.
- Reforma de la constitución lituana para darle un carácter más nacionalista.
- Emisión de programas nacionalistas en la televisión lituana.

En febrero de 1989, se reinstaura la fiesta nacional lituana del 16 de febrero y se devuelve a la iglesia católica la propiedad de las catedrales de San Pedro y San Pablo de Vilna, así como las reliquias de San Casimiro, patrón del país, hacia el mes de marzo. También se propone la creación de una moneda convertible. 
Sin embargo, a finales de ese mismo mes se rompe la colaboración con el Partido Comunista lituano cuando este se niega a proclamar una Declaración de Soberanía; Sajūdis hace público un documento donde se exige la independencia, la soberanía nacional, la desnuclearización y salida del Pacto de Varsovia. El documento declaraba asimismo que Lituania había sido anexionada por la fuerza a la URSS. 
El 26 de marzo de 1989 se convocan las primeras (y últimas) elecciones libres para el Congreso de Diputados del Pueblo. Los candidatos de Sąjūdis obtuvieron un magnífico resultado, en las que ganaron en treinta y seis de los cuarenta y dos escaños lituanos en juego. En julio, junto con la Liga de la Libertad de Lituania recoge un millón doscientas mil firmas de lituanos para exigir la retirada de las tropos soviéticas de Lituania. Y como conmemoración del cincuentenario del Pacto Ribbentrop-Mólotov, un millón y medio de lituanos participan en la Cadena Báltica de Vilna a Tallin, que atraviesa el territorio de las tres repúblicas. De hecho, un par de días antes, 170 miembros de Sajūdis   aprueban con sólo cinco abstenciones una declaración pidiendo "una república lituana, soberana e independiente, no sometida al sistema legislativo de la URSS".

## El proceso independentista

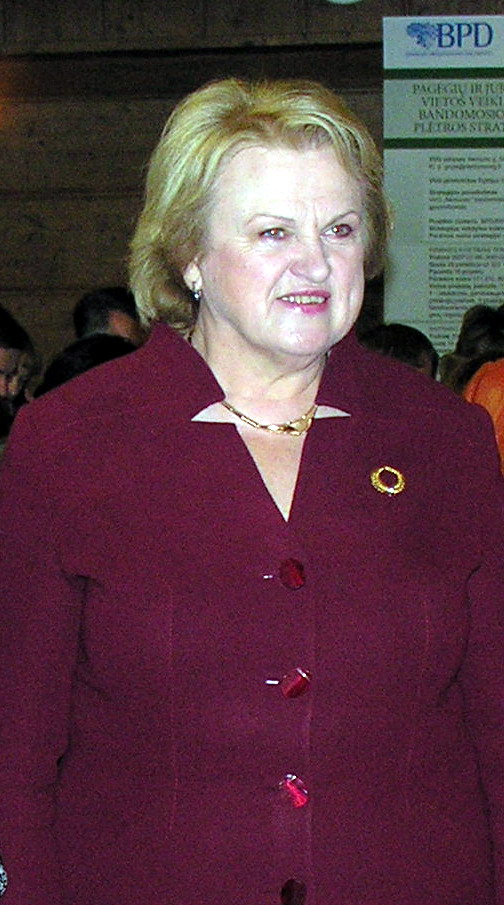
Kazimiera Prunskiene, nombrada primera ministra tras las elecciones de 1990.

Entre el 24 de febrero y el 4 de marzo de 1990 se celebraron las primeras elecciones democráticas en el todavía Soviet Supremo Lituano, a dos vueltas. El partido más votado es el Sąjūdis, que obtiene 101 de 141 escaños posibles. Vytautas Landsbergis es nombrado presidente y Kazimiera Prunskiene primera ministra. El día 11 de marzo, se proclama la independencia. Queda declarada la abolición de la censura, y se exige a la URSS treinta y cinco mil millones de dólares en compensaciones e indemnizaciones. También que los OMON, el KGB y el ejército cedan el control de las aduanas. Se restablece provisionalmente la constitución de 1938.
Esto provoca un conflicto no sólo con Moscú, que somete a Lituania a un bloqueo económico, sino con las minorías rusa y polaca, que reclaman su cuota de autogobierno. Ello acaba provocando la adopción de una moratoria en la declaración de independencia. En diciembre de 1990 el gobierno lituano decide no firmar el nuevo Tratado de la Unión impulsado por Mijaíl Gorbachov, y se producen doce heridos en una manifestación en Vilna que termina en enfrentamiento con el ejército. Ese mismo mes se ilegaliza el Partido Comunista prosoviético.
El 2 de enero de 1991 se acaba la moratoria, y Landsbergis decide restaurar la declaración de independencia. Moscú procedería entonces a intentar derrocar el recién establecido régimen lituano por la fuerza, lo que produciría escaramuzas que se saldarían con varias víctimas civiles a manos de paracaidistas rusos el 13 de febrero, frente a la Seimas.
Durante el resto del año y en 1991 se producen varios enfrentamientos hasta el golpe de Estado en Moscú de 19 de agosto de 1991. Cuando éste finalmente fracasa, el gobierno lituano hace efectiva la declaración de independencia, que durante el resto del año es reconocida por Estados Unidos y los diferentes estados de la Unión Europea. Lituania ingresa en la ONU el 13 de agosto de 1993.

## La ruptura de Sąjūdis
El movimiento se constituye en partido político, pero se ve sacudido por conflictos internos, que provocan varias escisiones como la Unión de Centro de Lituania (LCS), en la que se integra por ejemplo el fundador Romualdas Ozolas. Así, en las elecciones legislativas de 1992 es derrotado y pasa a la oposición. En 1993 finalmente se disuelve y se constituye en Unión de la Patria (Conservadores Lituanos) (Tėvynės sąjunga/Lietuvos konservatoriai), que gana las elecciones de 1996.

## Resultados electorales
| Año  | Votos        | %     | Resultado | Gobierno  |
| ---- | ------------ | ----- | --------- | --------- |
| 1992 | 393.500 (#2) | 21,17 | 30/141    | Oposición |